# Naura Hayden
Norah Helene Hayden (29 de septiembre de 1930-10 de agosto de 2013) fue una actriz estadounidense, conocida como Naura Hayden cuando trabajaba como autora, trabajó en el entretenimiento también como Nora Hayden y en el modelaje como Helene Hayden.

## Biografía
Hayden era hija del reportero de Los Angeles Times John Hayden y de su esposa (née Bussens). Su tía era Phyllis McGinley Hayden. Residió durante mucho tiempo en la ciudad de Nueva York.[cita requerida]
Se dio a conocer como modelo fotográfica a los 19 años cuando apareció en el número de diciembre de 1949 de la revista Glamorous Models. En 1955 realizó una gira por 68 ciudades para promocionar los automóviles Mercury y atraer turistas al sureste de Estados Unidos, y en 1958 el columnista Earl Wilson la apodó su "perfecta chica Wilson". Ese año, contratada por Sidney W. Pink, se unió al reparto del musical canadiense Li'l Abner y comenzó a aparecer en televisión. Su anuncio de televisión más conocido fue la promoción de la televisión en color de RCA a principios de la década de 1960.
Hayden apareció en programas de televisión como 77 Sunset Strip (1958), The Real McCoys (1958), Bonanza (1961) en el capítulo 29 de la segunda temporada llamado "La máquina infernal" el cual hacía alusión a un invento del inventor Daniel Pettibone y en la presentación de los Premios Emmy (1962) donde llevó la antorcha de Miss Emmy para el presentador Johnny Carson. Apareció en Gunsmoke (7:16) "Lacey" en 1966. Tuvo papeles importantes en varias películas y fue autora de varios libros, como Everything You've Always Wanted To Know About Energy, But Were Too Weak To Ask y su best-seller, How to Satisfy a Woman Every Time, que había vendido más de medio millón de copias en 1992.  Su carrera también incluyó el programa de radio Naura's Good News en WMCA (1982), los álbumes discográficos And then She Wrote (1976) y Equal Time (1979), apariciones como cantante en el Round Table y la dirección de los restaurantes de Manhattan Opera Espresso en el Empire Hotel de Manhattan. y Our Place. Protagonizó el musical de Off Broadway Be Kind to People Week en 1975.
Su aparición cinematográfica más conocida es un papel protagonista en la película de ciencia ficción de 1959 The Angry Red Planet, escrita por Sidney W. Pink y dirigida por Ib Melchior.
Hayden estuvo casada (1964) con el restaurador John Harrison, (1969-1973) con el ejecutivo de televisión Gary Stevens y con el abogado Theodore Geiser (1975).